# Departament IV MSW
Departament IV Ministerstwa Spraw Wewnętrznych – departament operacyjny Ministerstwa Spraw Wewnętrznych PRL, wchodzących w skład Służby Bezpieczeństwa.

## Utworzenie Dep IV
Departament IV MSW został powołany zarządzeniem Ministra Spraw Wewnętrznych Władysława Wichy nr 0105/62 z dnia 9 czerwca 1962. Powstał on na bazie wydzielonego z Departamentu III Ministerstwa Spraw Wewnętrznych PRL, Wydziału V. W terenie, tzn. w województwach itd, odpowiednikami Departamentu IV były początkowo Wydziały IV Komend Wojewódzkich Milicji Obywatelskiej (KW MO), a po kolejnych reorganizacjach MSW i Służby Bezpieczeństwa filiami Departamentu IV MSW były Wydziały IV w Wojewódzkich Urzędach Spraw Wewnętrznych (WUSW).

## Zadania
Departament IV MSW został utworzony 9 czerwca 1962, a swą działalność rozpoczął już 15 czerwca tego samego roku.
Departament IV zajmował się walką z wrogą „antypaństwową” działalnością kościołów i związków wyznaniowych, ewidencjonowaniem i dokumentowaniem m.in. działalności kleru katolickiego i innych wyznań.
W przeszłości podobne zadania realizowały następujące jednostki UB:
- Sekcja III Wydziału Operacyjnego (Kontrwywiadu) RBP PKWN (1944)
- Wydział III Departamentu I MBP (1945)
- Wydział V Departamentu V MBP (1945–1953)
- Departament XI MBP (1953–1954)
- Departament VI KdsBP (1955–1956)

## Dyrektorzy
W Ministerstwie Spraw Wewnętrznych PRL na czele departamentów stał przeważnie oficer w stopniu pułkownika lub Generała brygady. W przypadku Departamentu IV Ministerstwa Spraw Wewnętrznych, byli nimi kolejno:
| dyr/p.o | Imię i nazwisko    | Stopień służbowy  | Początek urzędowania | Koniec urzędowania   |
| ------- | ------------------ | ----------------- | -------------------- | -------------------- |
| p.o     | Stanisław Morawski | pułkownik         | 15 czerwca 1962      | 30 czerwca 1962      |
| dyr     | Stanisław Morawski | pułkownik         | 1 lipca 1963         | 31 października 1971 |
| dyr     | Zenon Goroński     | pułkownik         | 1 listopada 1971     | 30 listopada 1974    |
| dyr     | Konrad Straszewski | pułkownik         | 1 grudnia 1974       | 27 listopada 1981    |
| dyr     | Zenon Płatek       | pułkownik/generał | 16 grudnia 1981      | 2 listopada 1984     |
| p.o     | Czesław Wiejak     | pułkownik         | 2 listopada 1984     | 15 listopada 1984    |
| dyr     | Zygmunt Baranowski | pułkownik         | 15 listopada 1984    | 15 maja 1985         |
| dyr     | Tadeusz Szczygieł  | generał           | 15 czerwca 1985      | 28 sierpnia 1989     |

## Organizacja
- Wydział I – kierownicze ogniwa Kościoła katolickiego, w tym urząd prymasa, biskupi kurialni, świecki kler parafialny oraz tzw. kler pozytywny – patrioci, wykładowcy świeccy KUL, ATK, wyższe seminaria duchowne, ich studenci i alumni, osoby świeckie kontaktujące się z klerem świeckim.
- Wydział II – stowarzyszenia kościelne, ugrupowania katolików świeckich i ich baza wychowawcza, byli działacze chadeccy, Stowarzyszenie PAX, PZKS, Zjednoczone Zespoły Gospodarcze, Ośrodek Dokumentacji i Studiów Społecznych – ODISS, ChSS, aktyw świecki i duszpasterstw stanowo-zawodowych, Kluby Inteligencji Katolickiej, „Znak”, „Więź”, osoby utrzymujące kontakty z „ośrodkami dywersji” i działacze katoliccy z Europy Zachodniej przyjeżdżający do Polski.
- Wydział III – Świadkowie Jehowy i inne wyznania nierzymskokatolickie (38 Kościołów i wyznań), centrale tych Kościołów i związki wyznaniowe, działania operacyjne mające na celu rozpoznanie ich orientacji i działań społeczno-politycznych, Polska Rada Ekumeniczna, Komisja Mieszana PRE i Episkopatu, Chrześcijańska Konferencja Pokojowa, Chrześcijańska Akademia Teologiczna, Stowarzyszenie Polskich Katolików, zakłady „Polkat”.
- Wydział IV – analiza i informacja bieżąca, prognozy dla kierownictwa MSW i PZPR, organizacja, dokumentacja, sondaże wśród duchownych, współpraca z pozostałymi Wydziałami.
- Wydział V – kierownictwa zakonów męskich i żeńskich, duszpasterstw akademickich, instytutów świeckich, kler zakonny, parafialny, wykładowcy KUL, ATK, wyższych seminariów duchownych, studenci, alumni, zakonnicy, osoby świeckie kontaktujące się z klerem zakonnym.
- Wydział VI (jako Grupa „D” w latach 1973–1976) – grupa operacyjna do zadań specjalnych, której zadaniem była dezinformacja i dezintegracja (tzw. specjaliści), badanie tendencji odśrodkowych, kontestacyjnych, opracowywanie strategicznych działań dezintegracyjnych, koordynacja działań dezintegracyjnych wszystkich jednostek IV Departamentu, prognozy dotyczące siły koncepcyjno-organizacyjnej Kościoła, koncepcje działań specjalnych w stosunku do zagranicznych instytucji centralnych Kościoła rzymskokatolickiego, zakonów i organizacji katolickich.

## Działalność i likwidacja
Wieloletnim szefem IV Departamentu był płk Stanisław Morawski (który brał udział m.in. w aresztowaniu prymasa Stefana Wyszyńskiego), zaś jego zastępcą był Henryk Piętek. W 1973 wprowadzony został nowy regulamin i struktura Departamentu IV (zarządzenie organizacyjne Ministra Sprawa Wewnętrznych Stanisława Kowalczyka nr 092/Org z dnia 19 listopada 1973). Powstała wówczas tzw. grupa „D”, wydzielona grupa operacyjna do zadań specjalnych, której zadaniem była dezinformacja i dezintegracja środowisk kościelnych. Z tej grupy wywodzili się oficerowie: Grzegorz Piotrowski, Leszek Pękala i Waldemar Chmielewski, którzy w 1984 porwali i zamordowali ks. Jerzego Popiełuszkę
.
24 sierpnia 1989 ówczesny minister spraw wewnętrznych, Czesław Kiszczak oficjalnie rozwiązał IV Departament. W praktyce, został on połączony z Biurem Studiów SB pod nazwą Departament Studiów i Analiz MSW.
W 1989, tuż przed upadkiem PRL, zniszczono zasadniczą część dokumentacji „czwórki” a niektórzy funkcjonariusze przywłaszczyli sobie i wynieśli poza resort najcenniejsze dokumenty na temat agentury.